# 櫻井哲夫
櫻井 哲夫（桜井  哲夫、さくらい てつお、1957年11月13日 - ）は、東京都出身の、日本のベーシスト。慶應義塾大学商学部卒業。血液型A型。フュージョンバンド、カシオペアにかつて在籍していたオリジナルメンバー。脱退後は、シャンバラやジンサクを経て、現在はソロ・アーティストとフュージョンバンドのかつしかトリオと並行して活動している。

## 人物・来歴

### 幼少期 - カシオペア結成まで
千代田区立番町小学校、千代田区立麹町中学校卒業。4歳でクラシック・ピアノを始め、小学校～中学校には柔道部に所属。中学生の時にベースを始めて、バンド活動も開始。慶應義塾志木高等学校在籍時における校内でのバンド活動はハードロックを趣向としていた。また、学校以外の演奏活動の場として、後にプリズムを結成する和田アキラ、久米大作ら同年代の者たちもいた都内のロック演奏のコミュニティにも所属。そこで櫻井が高校二年生の時に高校三年生であった野呂一生と出会って意気投合し、ベック・ボガート & アピスを目標として都内の練習スタジオでセッションしだすようになる。これが後に結成するカシオペアの始まりとなる。この頃、野呂はすでに作曲活動し始めていて、カシオペアの初期アルバムにも収録される曲を次々と櫻井に披露し、櫻井は野呂の才能にいっそう惚れ込むようになった。野呂がいくつかのセミプロバンドを渡り歩いた後、その自作曲を元にした櫻井とのバンド活動にシフトが置かれるようになる。ボーカルを従える時期などもあったが、野呂と櫻井以外は常にメンバーは流動的で、次第にハードロックやファンクをベースとして、そこにジャズのエッセンスが加えられたインスト音楽にバンドの方向性は持って行かれた。

### カシオペアとしてデビュー
バンドの名称をカシオペアと改めた後、櫻井の提案で1976年にカシオペアは日本楽器製造（ヤマハ）東京支店主催のアマチュア・バンド・コンテスト「EastWest '76」に出場し、決勝大会まで進出したことでアマチュア・シーンに広く名前が知られるようになる。翌年、カシオペアは向谷実を入れて再出場。決勝大会に進出し、優秀グループ賞を獲得するなどしてこれがプロへの足がかりとなる。1979年5月25日、日本におけるフュージョンブームの真っ直中、カシオペアはアルバム『CASIOPEA』でレコードデビューした。
当時流行だったこともあり、デビュー時からスラップ奏法（チョッパー奏法）を多用。カシオペアはデビューアルバム『CASIOPEA』に付けられたキャッチコピー「スリル、スピード、スーパー・テクニック」の表現通り、超絶技巧でアクロバティックな演奏スタイルの中、リズムを支える櫻井はそれに加えてさらに安定感あるプレイでデビュー時から定評があった。派手さと安定感を両立させた演奏スタイル、さらにメイン・コンポーザーである野呂一生の作・編曲においてメロディ楽器と同等に目立つことができたベースは、多くのアマチュア・ベーシストの憧れとなり、須藤満、徳永暁人、日野賢二など後にプロ・ベーシストとなっていくフォロワーも生んだ。

### カシオペア全盛期
櫻井はカシオペアでのバンド活動と併行して、慶應義塾大学に進学。デビュー後の1979年秋、二足のわらじを履く日々を送っていたある日、在籍していたゼミ（商学部佐野陽子研究会）の仲間のツテで同大学のジャズのビッグ・バンド、慶應義塾大学ライトミュージックソサエティから就職試験でライブに出演出来ないベーシストの代役を頼まれて受諾。そこで出会ったのがそのビッグ・バンドに在籍していたドラマーの神保彰だった。当時のカシオペアはドラマー・佐々木隆が脱退することが決定事項となっていて、神保に卓越した才能を見いだした櫻井はカシオペアの次期ドラマーに推薦し、カシオペアはメンバーとスタッフ総出で神保を口説き落としてメンバーに迎え入れた。
1982年、カシオペアは本格的な海外活動開始していく前に、当時の所属レコード会社、アルファレコードの計らいで、メンバーがバラバラで世界の好きなところに一人旅に出掛けて海外渡航経験を積むことにした。櫻井はブラジルを選んだ。1980年代当時のカシオペアのメンバーは皆、普段聴く音楽にラテン音楽の一ジャンルであるブラジル発祥のMPBを趣向としていて、とくに櫻井は傾倒していたからである。ブラジル音楽好きのその熱意が買われて、1986年には音楽誌『ADLiB』のインタビューアーとして来日公演中だったブラジル人歌手のジャヴァンに対面。その際、櫻井は自身が制作中だった初のソロアルバム『DEWDROPS』のデモテープを聴かせたところ、収録曲の一つ「In The Distance」がジャヴァンに気に入られて、翌1987年発表のジャヴァンのアルバム『君の瞳は海』にもカバーされることになった。また、この年、カシオペアはジルベルト・ジルの招きによってブラジルにライブツアーに出掛け、現地でジャヴァンと再会を果たし、この年に制作するアルバム『PLATINUM』にゲスト参加することも約束されて適うことになった。この頃よりヤマハより6弦ベースの「ヤマハ・TRB」をベースとしたシグニチャー・モデルが製作され、「ヤマハ・TRB-S」として市販される（現在は廃盤）。

### カシオペア脱退 - ジンサク結成
1989年、カシオペアのメンバー同士だった神保と結成したボーカルユニット、シャンバラの処遇をめぐってカシオペア内でリーダーの野呂、向谷実と対立。結果、神保と共にこの年限りでカシオペアを脱退してしまう。翌1990年にふたりはインストルメンタル音楽のユニット、ジンサクを結成。活動当初はラテン音楽をモチーフにフュージョンシーンでの活動を行い、その後はフュージョンのジャンルを超えてベースとドラムによる多岐にわたった音楽性を提示しつつも1998年2月に解散した。

### ジンサク解散 - ソロ活動へ
ジンサク解散以降はソロアーティストとしてリーダープロジェクトでの活動の他に数々のセッションに参加している。なかでも世良公則、野村義男らとは、1997年にジンサクが番組ホストを務めたスタジオライブセッション番組「THE MINT CLUB」（JICが運営する専門チャンネル、地球の声と後にMONDO 21でも放送）でゲストに迎えて以来意気投合し、現在に至るまで頻繁に共演するようになっていく。
2009年、ソロアルバム『MY DEAR MUSICLIFE』の制作がきっかけとなり、野呂一生と共にデビュー30周年記念としてアコースティック・デュオ、PEGASUSが結成され、7月から12月にかけてライブ活動を行った。2012年、旧知のマーカス・ミラーをゲストに迎えるなどして、ベースをフィーチャリングしたソロアルバム『TALKING BASS』を制作。また近年はジャコ・パストリアスのトリビュート・ライブを毎年のジャコの命日（9月21日）に行っており、2012年は全国ツアーも行われた。そして2013年にはライブの参加メンバーをバンド化させた櫻井哲夫JACOトリビュート・バンドとしてアルバム『IT'S A JACO TIME!』が制作された。

### ジンサク再結成、かつしかトリオ結成 - 近年の活動
2019年に神保彰が還暦記念ライブを開催し、そこに櫻井が出演し、JIMSAKU名義のステージが21年ぶりに行われて一夜限りの復活を果たした。それを機に、二人にとってかつてのメインとなる活動にはならないものの、JIMSAKUは再結成して、2021年には新作アルバム『JIMSAKU BEYOND』を発表した。この同時期、向谷実との交流と共演も以前より頻繁となり、櫻井のソロライブへもスケジュールの都合さえ付けば都内近郊だけではなく地方公演でもゲスト参加するなど、元カシオペアのメンバーどうしだった二人との距離は再び近くなっていった。
2021年、神保がメインとしている活動で、通常は神保が単身で演奏をするワンマンオーケストラのかつしかシンフォニーヒルズ公演には櫻井と向谷の両人をゲストで招くこととなり、三人の共演形態に名称を付けることとなって、ホール名に因んでかつしかトリオとした。当初はそこでの一回限りを予定したものであったが、前評判の高さから複数個所のライブツアーに拡げて行った。ライブの演奏曲目は各々が在籍していた時代におけるカシオペアの自作曲が中心で詰めかけたファンを歓喜させた。その盛況ぶりから翌2022年以降もかつしかトリオは活動を継続することとなり、その2022年は前年よりも拡大したライブツアーに加えて、書き下ろしの新曲三曲をレコーディングして配信でのリリースがなされた。

## エピソード
- 1980年代、アイドル的人気があったカシオペアのメンバーの中で最後の独身者であり、そのルックスと相まってとりわけ女性からの人気が高かった。当時、同じカシオペアのメンバーだった向谷実の著書『フュージョン狂時代』（1995年刊）には、そんな熱狂的女性ファンの突飛な行動（ウェディングドレス姿でライブ会場に現れたなど）の思い出話が綴られている。
- 1990年代前半のジンサクでの活動期、所属事務所がモデル事務所だったこともあり、“プロミュージシャン・櫻井哲夫”ではなく、単にモデルとして、メルセデス・ベンツ「190クラス」とシャープのワープロ「書院」のCMやカタログ等に出演したことがある。最近ではサントラで参加した映画『さらば あぶない刑事』にホテルでウッドベースを弾くミュージシャンの役で出演した。
- アマチュア時代にカシオペアを見出し、後には櫻井の後任としてカシオペアに加入した鳴瀬喜博とは、誕生日が同じ11月13日（鳴瀬の方が8歳上）である。また、櫻井の兄が初代ベーシストだったロックバンド、バッドシーンがメジャー・デビューすべく、メンバー強化した際に加入した三代目ベーシストが鳴瀬だったという縁もある。ベースマガジンVol.3における対談では、櫻井が一方的に鳴瀬を知っていて、自分の兄の代わりに入ったベーシストがどんな人物だったか関心があったと語っていた。

## 使用楽器

### 近年
ワーウィックの6弦ベースで、インフィニティのシグネイチャーモデルを使っている。その他に同社の5弦ベースで、インフィニティのシグネイチャーモデルである“Tetsuo Sakurai Custom Model”とストリーマーの特別仕様である“Rusty”をメインで使っている。
2012年に国内で販売されていたインフィニティの5弦ベースを自ら選定して使い出したことがきっかけとなり、その功績が認められてワーウィック社とエンドース契約した。2013年からはワーウィック社から提供された上述のものを使っている。2013年9月にはドイツの本社で行われたWarwick Open Dayというイベントに、Warwick Familyとして招かれ、現地のステージでソロ演奏も披露した。
意欲的に取り組んでいるジャコ・パストリアスの曲を弾く場合はフェンダー・カスタムショップ製のジャコ・パストリアス・トリビュート・ジャズベースという拘りも見せている。また、ジャズのセッションなどにはエレクトリック・アップライト・ベースも使っている。

### 過去
カシオペアでのデビュー時はフェンダーのジャズベースを使っていた。1979年発表のカシオペアのセカンドアルバム『SUPER FLIGHT』レコーディング時に自作曲「Sailing Alone」をフレットレスベースで演奏する際、初めてヤマハのベース、BB-2000を使う。翌1980年にはメインで使っていたフレッテッドの方もヤマハBB-2000となり、以降も市販に先駆けて作られたBBのプロトタイプを使っていき、1980年代における代表的なヤマハ・BBユーザーとなっていった。なお、2009年に発表した教則DVD『SAKURAI STYLE SLAP BASS』では、1982年発表のカシオペアの名作アルバム『MINT JAMS』で使っていた白いBBのオリジナルモデル（ライナーノーツ記載の名称は“BB-2000 MILK BASS”で、BB-3000のプロトタイプ）が久々に使われ、同時期に発表したソロアルバム『MY DEAR MUSICLIFE』にてセルフカバーで取り上げ、『MINT JAMS』にも収録されてある「DOMINO LINE」を題材にし、得意のスラップ奏法（チョッパー奏法）の極意が伝授されている。
日本人における多弦ベースプレーヤーの草分けでもあり、ヤマハがまだ5弦ベースの市販に乗り出す前の1984年夏からBB-3000の5弦仕様（いわゆるBB-5000のプロトタイプ）を使い始めた。以降も櫻井自ら考案したオリジナルデザインのボディシェイプを持つヘッドレス仕様やBB-5000市販モデルなどを使っていき、やはりヤマハがまだ6弦ベースの市販に乗り出す前の1988年春からはTRBモデルの6弦仕様のプロトタイプを使うようにもなる。カシオペアがその1988年に収録した映像作品『JOIA』（1989年発表）にはほぼ全編にわたってそれを弾く姿が収められている。翌1989年にそのプロトタイプを元にシグネイチャー・モデルのTRB-Sが製作されて同年に市販もなされた。1990年代、カシオペア脱退後のジンサクにおける活動期でも6弦ベースを中心に使っていき、TRB-SからTRBのオリジナル仕様となるプロトタイプを経て、初代のTRB-Sとは大幅に仕様が異なる二代目のTRB-S2が製作されて2000年に市販もなされた。ジンサクのユニット解消後の2000年代は、それまでのフュージョン中心ではなく、さまざまなフィールドの音楽シーンにおいて活動するようになったのもあって、ヤマハとの契約が終了した後に再びフェンダーのジャズベースやフォデラ・ギターズのものを使っていくようになった。

## ディスコグラフィ

### ソロアルバム
| タイトル                                  | 発売年 | レーベル                   |
| ----------------------------------------- | ------ | -------------------------- |
| DEWDROPS                                  | 1986年 | ビクターエンタテインメント |
| A GATE OF THE 21st CENTURY - 21世紀の扉 - | 1999年 | 日本クラウン               |
| TLM 20 - Live Memories of 20 years -      | 2000年 | ビクターエンタテインメント |
| GENTLE HEARTS                             | 2001年 | ビクターエンタテインメント |
| Cartas do Brasil - ブラジルからの手紙 -   | 2003年 | ビクターエンタテインメント |
| GENTLE HEARTS TOUR 2004                   | 2004年 | ビクターエンタテインメント |
| Brasil Connection: Vol.1                  | 2006年 | Sakuravibe                 |
| Brasil Connection: Vol.2                  | 2006年 | Sakuravibe                 |
| My Dear Musiclife                         | 2009年 | キングレコード             |
| VITAL WORLD                               | 2010年 | キングレコード             |
| Talking Bass                              | 2012年 | キングレコード             |
| IT'S A JACO TIME!                         | 2013年 | キングレコード             |
| Nothin' but the Bass                      | 2015年 | キングレコード             |

## 参加作品
- 田原俊彦
  - MY FAVORITE SONGS
- TM NETWORK
  - Children of the New Century

### サウンドトラック
- 愛しの刑事
- 七曲署捜査一係
- 名探偵コナン 14番目の標的 オリジナル・サウンドトラック

「コナンが通る」
「アクアクリスタル」
「アクアクリスタル内へ」
「Aの予感」